# جيمس في. نيل
جيمس في. نيل (بالإنجليزية: James V. Neel)‏ هو عالم وراثة وأستاذ جامعي أمريكي، ولد في 22 مارس 1915 في هاملتن في الولايات المتحدة، وتوفي في 1 فبراير 2000 في آن آربر في الولايات المتحدة.